# Monroe (Connecticut)
Monroe es un pueblo ubicado en el condado de Fairfield en el estado estadounidense de Connecticut. En el año 2005 tenía una población de 19.650 habitantes y una densidad poblacional de 291 personas por km².

## Geografía
Monroe se encuentra ubicada en las coordenadas 41°20′10″N 73°13′33″O / 41.33611, -73.22583.

## Demografía
Según la Oficina del Censo en 2000 los ingresos medios por hogar en la localidad eran de $85,000, y los ingresos medios por familia eran $92,514. Los hombres tenían unos ingresos medios de $61,109 frente a los $41,572 para las mujeres. La renta per cápita para la localidad era de $34,161. Alrededor del 2.6% de la población estaban por debajo del umbral de pobreza.